# تیم مک‌گرا
ساموئل تیموتی (تیم) مک‌گرا (به انگلیسی: Samuel Timothy "Tim" McGraw) (زاده ۱ مهٔ ۱۹۶۷) خواننده آمریکایی سبک کانتری است. او از محبوب‌ترین هنرمندان این سبک در دهه ۱۹۹۰ میلادی و اوایل قرن ۲۱ می‌باشد.
او در فیلم قدرت موسیقی کانتری بازی کرده است.

## زندگی
مک‌گرا توسط مادرش بزرگ شد. ۱۱ ساله بود که متوجه شد پدرش بازیکن مشهور بیسبال، تاگ مک‌گرا است. او پس از آنکه در ۱۹۸۹ از دانشگاه اخراج شد به نشویل رفت تا در آنجا به فعالیت حرفه‌ای بپردازد. مدتی به اجرای زنده پرداخت تا اینکه نخستین قراردادش را با کرب رکوردز در ۱۹۹۰ امضا کرد. در ۱۹۹۳ نخستین آلبوم استودیویی خود را منتشر کرد که چندان موفق نبود. اما دومین آلبومش به پرفروش‌ترین آلبوم سبک کانتری در سال ۱۹۹۴ تبدیل شد (همچنین ششمین آلبوم پرفروش آن سال در بین تمام سبک‌ها).

### زندگی شخصی
تیم مک‌گرا در سال ۱۹۹۶ با فیث هیل ازدواج کرد.